# ژولیت
ژولیت کپیولت (ایتالیایی: Giulietta Capuleti) یک شخصیت قهرمان زن در تراژدی رمانتیک رومئو و ژولیت اثر ویلیام شکسپیر است. ژولیت، دختری ۱۳ ساله، تنها دختر پدرسالار خاندان کپیولت است. او عاشق قهرمان اصلی مرد رومئو مونتگیو می‌شود که عضوی از خاندان مونتاگ است و کپیولتز با آن خونخواهی دارند. داستان پیشینه‌ای طولانی دارد که مقدم بر شخص شکسپیر است.